# Черноголовка (городской округ)
Черноголо́вка — административно-территориальная единица (город областного подчинения с административной территорией), в границах которой создано муниципальное образование городско́й о́круг Черноголовка в составе Московской области Российской Федерации.
Административным центром является город Черноголовка.

## География
Площадь территории в границах муниципального образования — 6185 га (в том числе 508,1 га застроенные земли). Городской округ граничит с городским округом Щёлково и Богородским городским округом. Границы территории городского округа установлены Законом Московской области от 28 февраля 2005 года № 61/2005-ОЗ «О статусе и границе городского округа Черноголовка».
По территории округа протекают реки Черноголовка, Загрёбка, Пружёнка и Дубёнка.

## История
Городской округ Черноголовка был образован на территории бывшего Ногинского района Московской области в ходе муниципальной реформы. Устав городского округа был принят решением Совета депутатов городского округа «Черноголовка» 11.04.2006 № 8/17.

## Население
| 2008    | 2009    | 2010    | 2011    | 2012    | 2013    | 2014    | 2015    | 2016    |
| ------- | ------- | ------- | ------- | ------- | ------- | ------- | ------- | ------- |
| 21 017  | →21 017 | ↗22 450 | ↘21 424 | ↗22 959 | ↗23 225 | ↗23 399 | ↗23 586 | ↘23 542 |
| 2017    | 2018    | 2019    | 2020    | 2021    | 2023    | 2024    |         |         |
| ↘23 414 | ↘23 175 | ↘22 945 | ↗23 236 | ↘22 291 | ↘21 789 | ↘21 254 |         |         |

Гендерный состав
Население городского округа на 1.01.2009 — 21 000 жителей (в том числе 9800 мужчин и 11 200 женщин).

### Национальный состав
По итогам переписи населения 2020 года проживали следующие национальности (национальности менее 0,1 % и другое, см. в сноске к строке «Другие»):
| Национальность | Численность, чел. | Доля     |
| -------------- | ----------------- | -------- |
| Русские        | 19 226            | 86,25 %  |
| Украинцы       | 197               | 0,88 %   |
| Армяне         | 104               | 0,47 %   |
| Татары         | 93                | 0,42 %   |
| Белорусы       | 50                | 0,22 %   |
| Таджики        | 37                | 0,17 %   |
| Азербайджанцы  | 24                | 0,11 %   |
| Башкиры        | 23                | 0,10 %   |
| Другие         | 2537              | 11,38 %  |
| Итого          | 22 291            | 100,00 % |

## Состав городского округа
| №  | Населённый пункт | Тип населённого пункта        | площадь согласно генплану, га | площадь в границах землепользования, га | Население |
| -- | ---------------- | ----------------------------- | ----------------------------- | --------------------------------------- | --------- |
| 1  | Афанасово-3      | деревня                       | 50,0                          | 69,9                                    | ↗75       |
| 2  | Беседы           | деревня                       | 82,3                          | 65,5                                    | ↘17       |
| 3  | Ботово           | деревня                       | 82,9                          | 50,4                                    | ↗189      |
| 4  | Горячевка        | хутор                         | 7,5                           | 6,7                                     | ↘6        |
| 5  | Ивановское       | село                          | 94,3                          | 90,4                                    | ↘48       |
| 6  | Макарово         | село                          | 105,9                         | 59,8                                    | ↘280      |
| 7  | Старки           | деревня                       | 30,3                          | 28,4                                    | →5        |
| 8  | Стояново         | деревня                       | 64,8                          | 52,7                                    | ↘26       |
| 9  | Черноголовка     | город, административный центр | 1045,4                        |                                         | ↘18 472   |
| 10 | Якимово          | деревня                       | 50,0                          | 24,4                                    | ↗73       |

Упразднённые населённые пункты: деревни Большое Шастово, Котельники, Ново-Обухово, Якушево.

### Посёлок в/ч 58172
В состав городского округа входит в/ч 58172 (пос. Макарово или «Ногинск-4»), которая располагается в южной части территории округа. Жилой посёлок в/ч 58172 имеет 860 жителей, это второй по численности населения населённый пункт городского округа после собственно города Черноголовки. Площадь в/ч 58172 в границах землепользования 30 га, жилая часть территории в/ч 58172 (которая примыкает к селу Макарово) имеет площадь 6 га, она застроена 30 малоэтажными многоквартирными домами (общая площадь домов составляет 15 тыс. м²). После создания городского округа население посёлкак в/ч 58172 в публикациях Росстата (в том числе и в материалах Всероссийской переписи населения 2010 года) учитывается в составе села Макарово, до этого население посёлка в/ч 58172 Росстат учитывал в составе населения города Ногинска.

### Садоводческие товарищества
На территории городского округа располагается 21 садоводческое товарищество с 2,3 тыс. участков. Это определяет наличие значительного количества временного (сезонного) населения. К этой группе относится население садоводческих товариществ и отдыхающие в частном жилом фонде (наследуемый фонд или так называемое «второе жилье»). Ориентировочно численность сезонного населения составляет 8,0-8,5 тыс. чел.

## Местное самоуправление
Глава городского округа — Егоров Олег Викторович. Председатель Совета депутатов — Моргачева Светлана Анатольевна.

## Выборы главы округа 2012 года
Согласно итогам состоявшихся 4 марта 2012 года выборов Главы городского округа Черноголовка наибольшее число голосов получил член-корреспондент РАН Разумов Владимир Фёдорович (председатель Научного центра РАН в Черноголовке): 5639 голосов или 47,15 %, на втором месте — Гусев Ярослав Владимирович (2682 голоса или 22,42 %), на третьем — Абрамова Полина Ильинична (1160 голосов или 9,70 %), на четвёртом — Фастовец Александр Михайлович (1102 голосов или 9,21 %), на пятом — Сонин Михаил Львович (855 голосов 7,15 %), на шестом — Бондарева Юлия Юрьевна (186 голосов 1,56 %), на седьмом — Матвеев Андрей Викторович (52 голоса или 0,43 %).
14 марта 2012 года на внеочередном заседании Территориальной избирательной комиссии города Черноголовки итоги выборов главы Главы муниципального образования «Городской округ Черноголовка» были отменены на том основании, что Разумов Владимир Фёдорович, по мнению ТИК, несвоевременно предоставил документы, подтверждающих освобождение его от обязанностей, не совместимых со статусом выборного должностного лица (Главы).
В тот же день перед зданием городской администрации состоялся стихийный митинг протеста.
15 марта 2012 года решение Территориальной избирательной комиссии города Черноголовки об отмене итогов выборов главы Главы муниципального образования «Городской округ Черноголовка» было отменено Избирательной комиссией Московской области, председатель ТИК М. М. Креузов был отстранен от обязанностей. Разумов Владимир Фёдорович вступил в должность Главы города 20 марта 2012 года.